# Alfonso de Córdoba y Velasco
Alfonso de Córdoba y Velasco (Tafalla, 6 de septiembre de 1512 - Tudela, 27 de febrero de 1565), II conde de Alcaudete, fue un aristócrata español que ocupó los cargos de gobernador de Orán y virrey de Navarra.

## Biografía
Hijo mayor de Martín Alonso Fernández de Córdoba, I conde de Alcaudete, y de María Leonor Pacheco. Estuvo casado con Francisca de Mendoza y Carvajal. Tuvieron como hijos a Alfonso, III conde de Alcaudete que murió a los 19 años de edad; Elvira; y Francisco, IV conde de Alcaudete.
Era corregidor de Toledo en 1558, cuando su padre falleció durante la batalla de Mostaganem. Alfonso tuvo que marchar entonces a África para sustituirle en el cargo de gobernador de Orán. En esa misma batalla los otomanos apresaron a su hermano Martín de Córdoba. En 1561 Alfonso pudo liberar finalmente a su hermano, tras el pago de un rescate de 23,000 escudos.
En septiembre de 1564 fue nombrado virrey de Navarra. Permaneció pocos meses en el cargo, ya que llegó enfermo a Tudela, donde convocó Cortes y falleció en febrero de 1565.